# 蛇腹
蛇腹是中国古代星官之一，为明代末期徐光启所编的《崇祯历书》上根据西方星表加上近南极星区的23个星官之一。
它位于现代星座划分的水蛇座，含有4颗恒星。

## 所含恒星及对应西方名称[1]
| 蛇腹一 | ζ Hyi  | 水蛇座 |
| 蛇腹二 | ε Hyi  | 水蛇座 |
| 蛇腹三 | δ Hyi  | 水蛇座 |
| 蛇腹四 | η2 Hyi | 水蛇座 |